# Кнессет 2-го созыва

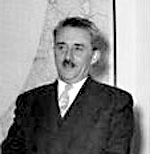
Моше Шарет второй премьер министр-Израиля

Кнессет 2-го созыва (ивр. הכנסת השנייה‎) — парламент Государства Израиль, действовавший с 20 августа 1951 до 15 августа 1955. Кнессет 2-го созыва функционировал четыре года (полный срок).

## История

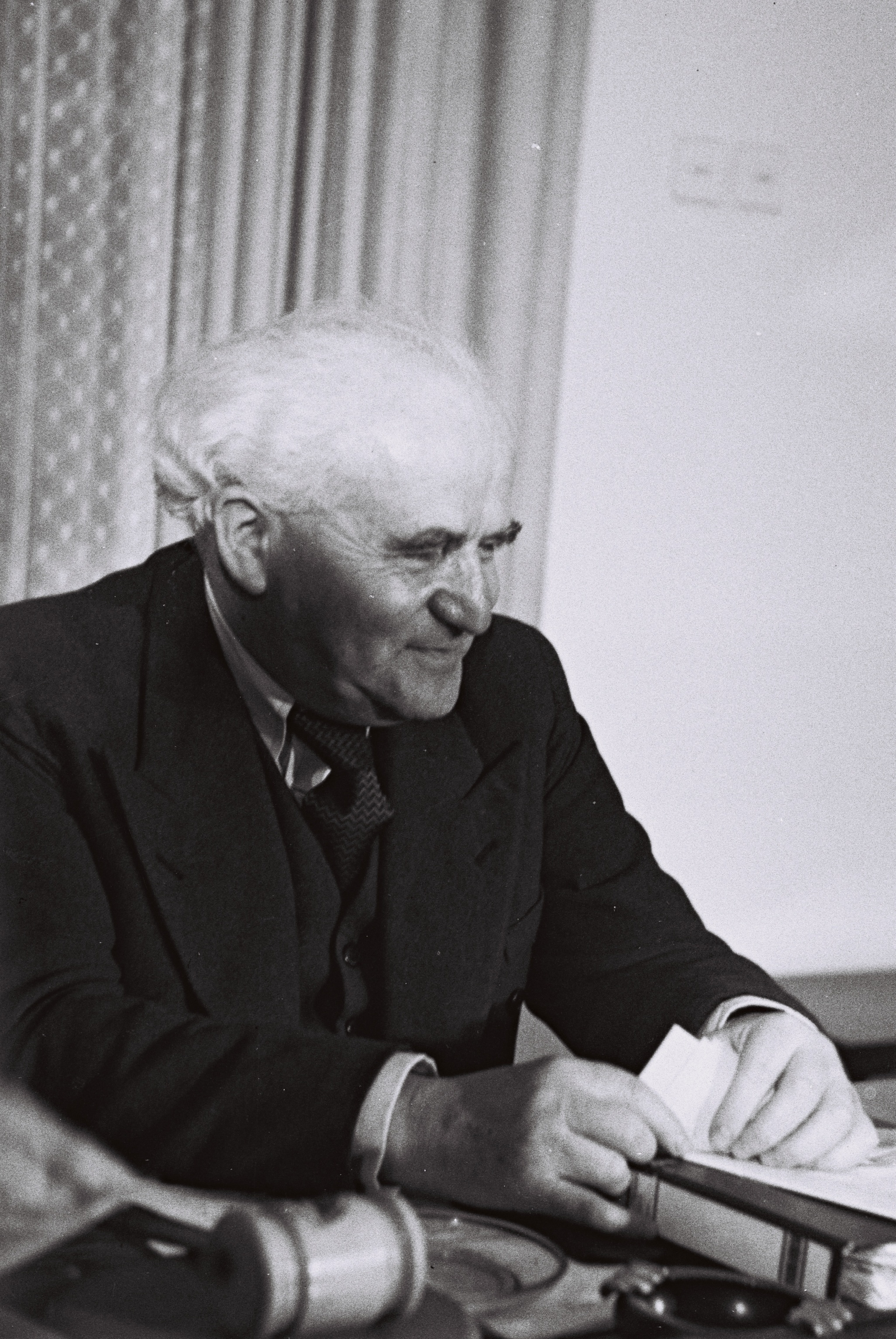
Давид Бен-Гурион первый премьер министр-Израиля

Кнессет 2-го созыва функционировал на протяжении четырёх лет, во время которых действовали четыре правительства. Во главе первых двух (Третье правительство Израиля и Четвертое правительство Израиля) стоял Давид Бен-Гурион, другие два (Пятое правительство Израиля и Шестое правительство Израиля) возглавлял Моше Шарет. Третье правительство ушло в отставку из-за разногласий светских и религиозных партий, в частности из-за разногласий в вопросах образования и службы женщин в Армии обороны Израиля . Четвертое правительство прекратило своё существование после решения Давида Бен-Гуриона уйти в отставку и поселиться в кибуце Сде Бокер.
Решение депутатов от Партии общих сионистов, входящих в коалицию, воздержаться во время голосования о доверии правительству и их отказ уйти в отставку привели к расформированию пятого правительства.
На выборах в Кнессет 2-го созыва Партия общих сионистов увеличила своё влияние и стала второй по количеству мандатов партией в парламенте, за счет движения Херут и из-за ослабления позиций партии МАПАМ (партия потеряла 13 мандатов). На выборах в Кнессет 2-го созыва религиозные партии выступали уже не единым списком, а по отдельности. Таким образом появились четыре новые партии: ха-Поэль ха-мизрахи, ха-Мизрахи, Поалей агудат Исраэль и Агудат Исраэль. Рабочие и арабские партии, присоединившиеся к МАПАЙ, получили 65 мест в Кнессете.
В каденцию Кнессета 2-го созыва особенно обострились отношения партий МАПАЙ и МАПАМ, хотя эти партии были близки по своей идеологии. Этим было вызвано разделение многих кибуцев: в то время как часть членов кибуца оставалалась в движении Кибуц ха-меухад, близком по идеологии к Рабочему единству (Эхуд ха-Авода), другая часть отделялась и присоединялась к вновь организованному объединению кибуцев, солидарному с МАПАЙ.
Главной темой ожесточенных дискуссий в Кнессете 2-го созыва являлось соглашение о репарациях между ФРГ и Израилем. По соглашению Германия должна была выплатить Израилю компенсацию за использование рабского труда во время Холокоста и компенсировать потерю собственности евреев, но многие депутаты ни на какую компенсацию от Германии не соглашались, несмотря на то, что экономика государства находилась в бедственном положении. Противники соглашения считали, что таким образом будут прощены и забыты преступления нацистов.

## Состав Кнессета и количество мандатов
По итогам выборов в Кнессет 2-го созыва прошли:
| Партия (блок)                                   | Число мандатов в начале каденции | Число мандатов в конце каденции |
| ----------------------------------------------- | -------------------------------- | ------------------------------- |
| «МАПАЙ»                                         | 45                               | 47                              |
| «Партия общих сионистов»                        | 20                               | 22                              |
| «МАПАМ»                                         | 15                               | 7                               |
| «Поэль Мизрахи»                                 | 8                                | 8                               |
| «Херут»                                         | 8                                | 8                               |
| «МАКИ (КПИ)»                                    | 5                                | 7                               |
| «Прогрессивная партия»                          | 4                                | 4                               |
| «Демократический список для израильских арабов» | 3                                | 3                               |
| «Агудат Исраэль»                                | 3                                | 3                               |
| «Сефарды и выходцы с Востока»                   | 2                                | 0                               |
| «Поалей Агудат Исраэль»                         | 2                                | 2                               |
| «Мизрахи»                                       | 2                                | 2                               |
| «Развитие и работа»                             | 1                                | 1                               |
| «Ассоциация йеменцев в Израиле»                 | 1                                | 1                               |
| «Сельское хозяйство и развитие»                 | 1                                | 1                               |
| «Ахдут ха-Авода — Поалей Цион»                  | 0                                | 4                               |

Список членов кнессета по фракциям в начале каденции. Порядок в списке в соответствии с указанным на сайте кнессета Архивная копия от 27 января 2013 на Wayback Machine:

### «Партия рабочих в Эрец-Исраэль (МАПАЙ)»
1. Яков Ури
2. Барух Озния
3. Беба Идельсон
4. Ами Асаф
5. Йосеф Эфрати
6. Меир Аргов
7. Залман Аран
8. Леви Эшколь
9. Хаим Бен-Ашер
10. Давид Бен-Гурион
11. Ицхак Бен-Цви — 8 декабря 1952 года избран президентом Израиля → его сменил Яков Ницани
12. Давид Бар Рав Хай
13. Герцель Бергер
14. Акива Говрин
15. Исраэль Гури
16. Шмуэль Даян
17. Давид Ха-Коэн — 1 декабря 1953 года назначен послом в Бирму → его сменил Барух Камин
18. Элиягу Акармели — скончался 21 декабря 1952 года → его сменил Шломо Хилель
19. Йехезкель Хен — скончался 4 апреля 1952 года → его сменила Рахель Цабари
20. Авраам Герцфельд
21. Женя Тверски
22. Дов Йосеф
23. Исраэль Йешаяху
24. Йона Кесе
25. Сара Кафрит
26. Пинхас Лавон
27. Шломо Лави
28. Кадиш Луз
29. Элиэзер Ливнэ
30. Голда Меир
31. Ада Фишман-Маймон
32. Мордехай Намир
33. Перец Нафтали
34. Двора Нецер
35. Изхар Смилянский
36. Реувен Фельдман
37. Элиэзер Каплан — скончался 13 июля 1952 года → его сменил Авраам Кальфон
38. Залман Шазар
39. Бехор-Шалом Шитрит
40. Яков-Шимшон Шапиро
41. Реувен Шери
42. Зеэв Шефер
43. Йосеф Шпринцак
44. Эфраим Табури
45. Моше Шарет

- В результате раскола МАПАМ к фракции также присоединились Хана Ламдан и Давид Лифшиц.

### «Партия общих сионистов»
1. Эзра Ихилов
2. Хаим Ариав
3. Симха Бабе
4. Хаим Богер
5. Шимон Бежерано
6. Перец Беренштейн
7. Бен-Цион Харель
8. Шалом Зисман
9. Нахум Хет
10. Бат-Шева Кацнельсон
11. Авраам Ступ
12. Залман Сузаев
13. Йосеф Сапир
14. Йосеф Серлин
15. Георг Флаш
16. Шломо Перельштейн
17. Яков Клибанов
18. Шошана Парсиц
19. Элимелех-Шимон Рималт
20. Исраэль Роках

- В течение каденции кнессета к франции присоединился из фракции «Ассоциация йеменцев в Израиле» Шимон Гриди.
- В течение каденции кнессета к франции присоединились из фракции «Сефарды и выходцы с Востока» Элияху Элисар и Биньямин Сассон.
- В течение каденции кнессета из франции присоединился к фракции «Ассоциация йеменцев в Израиле» Шимон Гриди.

### «МАПАМ»
1. Моше Арам — → перешёл в Ахдут ха-Авода — Поалей Цион
2. Ицхак Бен-Аарон — → перешёл в Ахдут ха-Авода — Поалей Цион
3. Мордехай Бентов
4. Рустам Бастуни — → отделился в качестве отдельной левой фракции, потом вернулся в МАПАМ.
5. Исраэль Бар-Ихуда — → перешёл в Ахдут ха-Авода — Поалей Цион
6. Авраам Берман — → перешёл в МАКИ (КПИ)
7. Яаков Хазан
8. Меир Яари
9. Ханна Ламдан (Лернер) — → перешла в МАПАЙ
10. Давид Лифшиц — → перешёл в МАПАЙ
11. Моше Снэ — → перешёл в МАКИ (КПИ)
12. Элиэзер Пери
13. Яаков Рифтин
14. Ханан Рубин
15. Аарон Цизлинг — → перешёл в Ахдут ха-Авода — Поалей Цион

### «Поэль Мизрахи»
1. Моше Унна
2. Зерах Варгафтиг
3. Элияху-Моше Ганховский
4. Моше Кельмер
5. Ицхак Рафаэль
6. Йосеф Бург
7. Яаков Михаэль Хазани
8. Хаим-Моше Шапиро

### «Херут»
1. Биньямин Авниэль
2. Арье Альтман
3. Менахем Бегин
4. Йоханан Бадер
5. Арье Бен-Элиэзер — 6 июля 1953 года подал в отставку в знак протеста против договора с Германией → его сменил Хаим Коэн-Мегури
6. Хаим Ландау
7. Эстер Разиэль-Наор
8. Яков Меридор — 2 ноября 1951 года подал в отставку для занятия бизнесом → его сменил Элиэзер Шустак

### «МАКИ (КПИ)»
1. Эстер Виленска
2. Меир Вильнер
3. Шмуэль Микунис
4. Тауфик Туби
5. Эмиль Хабиби

- В течение каденции кнессета к франции присоединился из фракции «МАПАМ» Авраам Берман.
- В течение каденции кнессета к франции присоединился из фракции «МАПАМ» Моше Снэ.

### «Прогрессивная партия»
1. Авраам Гранот — 10 сентября 1951 года подал в отставку → его сменил Иешияху Фёрдер
2. Моше Коль — 10 сентября 1951 года подал в отставку → его сменил Идов Коэн
3. Пинхас Розен
4. Изхар Харари

### «Демократический список для израильских арабов»
1. Сейф эль-Дин эль-Зуаби
2. Масаад Кассис
3. Джабер Муади

### «Агудат Исраэль»
1. Ицхак Меир Левин
2. Авраам Дойч — скончался 25 мая 1953 года → его сменил Залман Бен-Яаков
3. Шломо Лоринц

### «Сефарды и выходцы с Востока»
1. Элияху Элисар — → перешёл в Партию общих сионистов
2. Биньямин Сассон — → перешёл в Партию общих сионистов

### «Поалей Агудат Исраэль»
1. Кальман Кахана
2. Биньямин Минц

### «Мизрахи»
1. Мордехай Нурок
2. Давид Цви Пинкас — скончался 14 августа 1952 года → его сменил Исраэль Шломо Бен-Меир

### «Развитие и работа»
1. Салах-Хасан Ханифес

### «Ассоциация йеменцев в Израиле»
1. Шимон Гриди (часть каденции в составе фракции «Партия общих сионистов»).

### «Сельское хозяйство и развитие»
1. Фарез Хамдан

## Наиболее важные законы, принятые Кнессетом 2-го созыва
- Закон о неприкосновенности здания Кнессета, 1952 г.
- Закон о гражданстве, 1952 г.
- Закон о статусе Всемирной сионистской организации как о Еврейском агентстве для Израиля, 1952 г.
- Закон о государственном образовании, 1953 г.
- Закон о памяти Катастрофы и Героизма, 1953 г.
- Закон об анатомии и патологии, 1953 г.
- Закон о национальной службе,1953 г.
- Закон о судопроизводстве раввинатских судов (брак и развод), 1953 г.
- Закон о высшем учреждении по ивриту (академия иврита), 1953 г.
- Закон о национальном страховании, 1953 г.
- Закон о поправке уголовного кодекса (отмена смертного приговора за убийство), 1954 г.
- Закон о банке Израиля, 1954 г.
- Закон о военном судопроизводстве, 1955 г.